# Дело об убийстве Холла — Миллз
Дело об убийстве Хо́лла — Миллз (англ. Hall–Mills murder case) — следствие и суд по делу об убийстве 14 сентября 1922 года священника епископальной церкви города  Нью-Брансуик (округ Мидлсекс, Нью-Джерси) Эдварда Уилера Холла (англ. Edward Wheeler Hall) и его любовницы, церковной хористки Элинор Рейнхардт Миллз (англ. Eleanor Reinhardt Mills). 

## Суть дела
Главные подозреваемые — вдова убитого Франсес Ноэл Стивенс Холл (англ. Frances Noel Stevens Hall) и её братья — были оправданы по итогам посвящённых делу длительных судебных слушаний, состоявшихся в 1926 году. Преступление осталось официально нераскрытым.

Случай вошёл в историю американской журналистики благодаря пространным сенсационно окрашенным репортажам о ходе следствия и суда, регулярно публиковавшимся в периодических изданиях Нью-Йорка и США. Общенациональный ажиотаж вокруг убийства священника и его любовницы ослабел лишь в 1932 году — после ещё более резонансного похищения и убийства малолетнего сына героя-авиатора Чарльза Линдберга.